# Thelypteris pennellii
Thelypteris pennellii är en kärrbräkenväxtart som beskrevs av Alan Reid Smith. Thelypteris pennellii ingår i släktet Thelypteris och familjen Thelypteridaceae. Inga underarter finns listade.